# Geranomyia sagittifer
Geranomyia sagittifer is een tweevleugelige uit de familie steltmuggen (Limoniidae). De soort komt voor in het Australaziatisch gebied.